# 이창민 (성우)
이창민 (본명 : 이재웅, 1985년 12월 30일 ~ )은 한국의 남자 성우이다. 2016년 대원방송 성우극회 공채 7기로 입사했다.

## 출연 작품

### 애니메이션
- 100% 파스칼 선생님 - 데몬 파스칼 外
- 12영웅전사
- 스타크로스 - 침팬, 리노 박사
- 오소마츠 6쌍둥이 - 마츠노 마츠조 (2기부터)
- 원피스 - 카리브, 후카보시, 조, 샬롯 모스카토, 고티, 팬즈프라이, 스파르탄, 빈고, 아발로 피사로 外
- 유희왕 ARC-V - 덕승, 로제 外
- 유희왕 VRAINS - 마동수
- 이토 준지 컬렉션 - 사카구치 히로시, 야나기다 선생님
- 정글 레인저 레오 - 록키
- 조이드 와일드 - 갈릭, 해피
- 키다리 아저씨 (대원방송) - 록키
- 플랜더스의 개 (대원방송) - 철물상
- 엄마 찾아 삼천리 (대원방송) - 카를로, 에르난도
- 톰 소여의 모험 (대원방송) - 짐
- 호기심대장 쥬 - 하비에(2기 한정)
- 호빵맨 (대원방송) - 달걀말이맨, 돌솥밥맨, 햄버거맨
- 해피니스 프리큐어! - 사이아쿠
- 닌타마 란타로 24기 (KBS 키즈) - 헹헹
- 아따맘마 2023 (브라보키즈) - 박정식
- 또봇: 대도시의 영웅들 (투니버스) - 또봇 붐
- 캐리야! 학교가자 - 와쿠, 꽈 사장, 앙리, 캐리 아빠, 엘리 아빠

### 극장용 애니메이션
- 극장판 도라에몽: 진구의 태엽도시모험기 - 아임소타인, 팬더
- 극장판 도라에몽: 진구의 바다대모험 - 곤잘레스
- 극장판 오소마츠 6쌍둥이 - 아빠
- 더 프린세스: 도둑맞은 공주 - 핀
- 빅트립: 아기팬더 배달 대모험 - 듀크
- 스파이즈 - 국장

### 특수촬영 드라마
- 가면라이더 고스트 - 자이로 외
- 가면라이더 이그제이드 - 그라파이트
- 가면라이더 빌드 - 서경원
- 가면라이더 제로원 - 멸
- 파워레인저 애니멀포스 - 어절드, 조하늘의 아버지
- 파워레인저 갤럭시포스 - 스콜피오
- 파워레인저 루팡포스 vs. 패트롤포스 - 라이몬 크하펑클 외 각종 악역
- 파워레인저 젠카이저 (대원방송) - 투명 월드, 유령, 무 월드

### 게임
- 던전 앤 파이터 - 성안의 미카엘라, 알렌 그렌트, 밤의 감시자K, 카론, 절개하는 스칼펠